# 吉岡光
吉岡 光（よしおか ひかり、2002年9月21日 - ）は、千葉県出身の、日本の女子柔道選手。階級は48kg級。身長151cm。組み手は左組み。血液型はO型。得意技は背負投。5歳下の弟（吉岡博人）も柔道家で習志野高校所属でインターハイに出場している。

## 経歴
柔道は5歳の時に習志野柔道クラブで始めた。その後に明心館関本道場へ移った。八千代台西中学1年の時に全国中学校柔道大会の40kg級に出場するも3回戦で敗れたが、3年の時には44kg級で優勝した。八千代高校へ進むと、1年の時には全日本カデで2位だった。インターハイ48kg級では3回戦で敗れた。全国高校選手権では優勝を飾った。2年の時には全日本カデで優勝するも、インターハイでは準決勝で南筑高校3年の古賀若菜にGSに入ってから技ありで敗れて3位だった。全日本ジュニアでも準決勝で古賀に内股の技ありで敗れるなどして5位だった。17歳以下の世界一を決める世界カデではオール一本勝ちして優勝を飾った。団体戦では決勝のアゼルバイジャン戦で一本勝ちするなどチームの優勝に貢献した。2021年4月からは東海大学に進学した。体重別では準決勝で了徳寺大学職員の角田夏実に技ありで敗れて3位だった。全日本ジュニアでは優勝した。ヨーロッパオープン・ワルシャワではオール一本勝ちしてシニアの国際大会初優勝を飾った。2年の時には全日本強化選手選考会の決勝で環太平洋大学3年の吉田涼に反則負けして2位だった。世界ジュニアでは決勝で前回チャンピオンであるイタリアのアッスンタ・スクットを技ありで破って優勝した。体重別団体では優勝した。10月の講道館杯は準決勝で世界カデチャンピオンの宮木果乃に背負投で敗れて3位だった。4年の時には体重別の決勝でミキハウスの荒川朋花にヘッドダイブの反則負けを喫して2位だった。グランプリ・リンツでは3回戦で敗れた。グランドスラム・ウランバートルでは、決勝で中立選手として出場したロシアのサビナ・ギリアゾワを横四方固で破るなどオール一本勝ちして、IJFワールド柔道ツアー初優勝を飾った。ワールドユニバーシティゲームズでは、決勝でオランダのアンバー・ヘルシェスを合技で破るなど、オール一本勝ちで優勝した。また、団体戦でも優勝した。学生体重別では準決勝で山梨学院大学4年の古里幸永羽に送襟絞で敗れて3位だった。体重別団体では2連覇した。講道館杯では決勝で大学の2年後輩である近藤美月に反則負けして2位だった。グランプリ・オディベーラスでは決勝で日大1年の宮木果乃を技ありで破って優勝した。4年の時には体重別の初戦で桐蔭横浜大学4年の稲垣若菜に反則負けを喫した。学生体重別では3位だった。体重別団体では3連覇した。講道館杯では決勝で近藤を技ありで破って優勝した。グランドスラム・東京では準決勝でJR東日本の古賀若菜に技ありで敗れて3位だった。グランドスラム・タシケントでは準決勝まで全て一本勝ちするも、決勝では宮木に反則負けを喫して2位だった。2025年4月からは自衛隊体育学校の所属となった。体重別では準決勝で敗れた。続くアジア選手権では決勝で中国のホイ・シンランを有効で破って優勝した。
IJF世界ランキングは2162ポイント獲得で31位(25/4/21現在)。

## 戦績
- 2017年 -　全国中学校柔道大会　優勝(44kg級)
- 2018年 -　全日本カデ　2位(44kg級)
- 2019年 -　全国高校選手権　優勝
- 2019年 -　全日本カデ　優勝
- 2019年 -　ポーランドカデ国際　優勝
- 2019年 -　インターハイ　3位
- 2019年 -　全日本ジュニア　5位
- 2019年 -　世界カデ　個人戦　優勝　団体戦　優勝
- 2019年 -　講道館杯 7位
- 2020年 -　講道館杯　7位
- 2021年 -　体重別 3位
- 2021年 -　全日本ジュニア　優勝
- 2022年 -　ヨーロッパオープン・ワルシャワ 優勝
- 2022年 -　全日本強化選手選考会　2位
- 2022年 -　世界ジュニア 優勝
- 2022年 -　学生体重別　3位
- 2022年 -　体重別団体　優勝
- 2022年 -　講道館杯　3位
- 2023年 - 体重別　2位
- 2023年 -　グランドスラム・ウランバートル　優勝
- 2023年 -　ワールドユニバーシティゲームズ　個人戦　優勝　団体戦　優勝
- 2023年 -　学生体重別　3位
- 2023年 - 体重別団体　優勝
- 2023年 -　講道館杯　2位
- 2024年 -　グランプリ・オディベーラス　優勝
- 2024年 -　学生体重別　3位
- 2024年 - 体重別団体　優勝
- 2024年 -　講道館杯　優勝
- 2024年 - グランドスラム・東京　3位
- 2025年 - グランドスラム・タシケント　2位
- 2025年 - 体重別　3位
- 2025年 - アジア選手権　優勝

(出典、JudoInside.com)